# Битва за Тадэ
Битва за Тадэ (кор. 多大鎮戰鬪, 다대진전투, яп. 多大鎮の戦い) — сражение, состоявшееся 24—26 мая 1592 года между японскими и корейскими войсками за контроль над корейской крепостью Тадэ в самом начале Имдинской войны.

## Краткие сведения
С целью закрепиться на южном побережье Корейского полуострова 1-я японская экспедиционная армия под командованием Кониси Юкинаги разделила свои силы. Было решено провести одновременные удары по нескольким корейским укреплениям: по прибрежному Пусанджину, крепости Тадэджинсон на юго-западе города Пусан и порту Сопхёнпхо (кор. 西平浦, 서평포, Seopyeongpo). Атаку второго пункта взял на себя сам Кониси.
24 мая 1592 года японские войска числом 5000 воинов начали штурм Тадэ. Под прикрытием неизвестных корейцам аркебуз японцы быстро запрудили ров и завладели передовыми стенами крепости. Корейский командующий Юн Хынсин и его брат Юн Хындже отошли ко второй линии обороны, где перегруппировали войска и наспех организовали системную оборону.
25 мая защитники смогли остановить натиск нападающих, но исчерпали все запасы стрел. Ночью завязался рукопашный бой, в котором корейцы были разбиты. 26 мая японцы захватили последние укрепления Тадэ, вырезали вырезали остатки гарнизона и гражданское население.
Победа японских войск в битве за Тадэ дала им возможность укрепиться на юге Корейского полуострова и начать наступление на Сеул.